# 다케톤속
다케톤속은 두배자루마디개미아과에 속한 개미의 신열대구의 속이다. 남아메리카 북부에 분포하는 제일 많이 연구된 종 아르미게룸, 브라질과 페루에 서식하는 볼토니의 두 종류만이 알려져있다.

덫개미: 비늘개미속, 다케톤속, 턱개미속, 아노케투스속, 미르모테라스속

## 종류
- 다케톤 아르미게룸 (라트레이유, 1802)
- 다케톤 볼토니 (아조르사 & 소사-칼보, 2008)